# Ханя (възвишение)
Ханя (на естонски: Haanja kõrgustik; на латвийски; на руски: Ханья) е ниско възвишение в западната част на Източноевропейската равнина, простиращо се в югоизточната част на Естония и частично на територията на Латвия (южната му част) и Русия (крайната му източна част). Възвишението се явява вододел между водосборните басейни на реките Западна Двина (Даугава) на юг и Гауя на запад и Чудско-Псковското езеро на изток. Максимална височина връх Суур-Мунамяги 318 m, 57°42′50″ с. ш. 27°03′36″ и. д. / 57.713889° с. ш. 27.06° и. д., най-високата точка на Естония, разположен на 1 km на юг-югоизток от села Ханя. Изградено е от девонски доломити и варовици, препокрити с ледникови наслаги. Преобладава моренно-хълмистия релеф с голямо количество езера. Почти повсеместно е заето от иглолистни гори. От него водят началото си реките Педедзе (от басейна на Западна Двина), Пиуза (от басейна на Чудско-Псковското езеро) и Мустиъги Пеетри (Мелнупе, десен приток на Гауя). В северното му подножие е разположен естонският град Виру, в източното – руския град Печори, а в южното и югозападното – латвийските градове Алуксне и Апе. На юг възвишенията Хааня продължават на територията на Латвия под името Алуксне.

## Топографска карта
- О-35-В М 1:500000[2]
- О-35-Г М 1:500000[3]